# Anton Ivarsson
Anton Ivarsson (27 de enero de 2001) es un deportista sueco que compite en biatlón. Ganó dos medallas en el Campeonato Europeo de Biatlón, en los años 2023 y 2024.

## Palmarés internacional
| Campeonato Europeo | Campeonato Europeo   | Campeonato Europeo | Campeonato Europeo      |
| Año                | Lugar                | Medalla            | Prueba                  |
| ------------------ | -------------------- | ------------------ | ----------------------- |
| 2023               | Lenzerheide (Suiza)  | Medalla de bronce  | Relevo mixto            |
| 2024               | Osrblie (Eslovaquia) | Medalla de oro     | Relevo mixto individual |